# مسینان
مسینان یک روستا در ایران است که در بخش مرکزی شهرستان شهربابک واقع شده‌است. مسینان ۲۶۶ نفر جمعیت دارد.